# Saut à la perche masculin aux championnats du monde d'athlétisme 1999
Navigation
Athènes 1997 Edmonton 2001
L'épreuve de saut à la perche masculin des championnats du monde d'athlétisme de 1999 s'est déroulée les 24 et 26 août de cette même année au Stade olympique de Séville (Andalousie, Espagne).
Première de l'ère post-Bubka qui y a dominé sans discontinuer depuis ses débuts, elle voit la victoire du 3e puis 2e des précédentes éditions, le Russe Maksim Tarasov, qui parvient à dépasser d'un centimètre les 6,01 mètres atteints par ledit tenant du titre.

## Résultats

### Finale
| Rang | Athlète            | Pays           | Essais | Essais | Essais | Essais | Essais | Essais | Essais | Marque | Notes |
| Rang | Athlète            | Pays           | 5.50m  | 5.70m  | 5.80m  | 5.90m  | 5.96m  | 6.02m  | 6.07m  | Marque | Notes |
| ---- | ------------------ | -------------- | ------ | ------ | ------ | ------ | ------ | ------ | ------ | ------ | ----- |
|      | Maksim Tarasov     | Russie         | -      | o      | -      | o      | xxo    | o      | -      | 6.02 m | CR    |
|      | Dmitri Markov      | Australie      | -      | o      | -      | o      | -      | x-     | xx     | 5.90 m |       |
|      | Aleksandr Averbukh | Israël         | -      | xo     | xo     | 3x     |        |        |        | 5.80 m | NR    |
| 4    | Danny Ecker        | Allemagne      | o      | o      | 3x     |        |        |        |        | 5.70 m |       |
| 4    | Nick Hysong        | États-Unis     | o      | o      | 3x     |        |        |        |        | 5.70 m |       |
| 6    | Tim Lobinger       | Allemagne      | o      | xo     | 3x     |        |        |        |        | 5.70 m |       |
| 7    | Michael Stolle     | Allemagne      | o      | xxo    | -      | 3x     |        |        |        | 5.70 m |       |
| 7    | Igor Potapovich    | Kazakhstan     | -      | xxo    | -      | x-     | xx     |        |        | 5.70 m |       |
| 9    | Danny Krasnov      | Israël         | o      | 3x     |        |        |        |        |        | 5.50 m |       |
| 10   | Okkert Brits       | Afrique du Sud | xo     | -      | 3x     |        |        |        |        | 5.50 m |       |
| —    | Jean Galfione      | France         | -      | 3x     |        |        |        |        |        | NM     |       |
| —    | Romain Mesnil      | France         | 3x     |        |        |        |        |        |        | NM     |       |
| —    | Montxu Miranda     | Espagne        |        |        |        |        |        |        |        | DNS    |       |

### Légende
Records et Performances
- AR : Record continental (area record)
- CR : Record des championnats (championship record)
- MR : Record du meeting (meet record)
- NR : Record national (national record)
- OR : Record olympique (olympic record)
- PR : Record paralympique (paralympic record)
- PB : Record personnel (personal best)
- SB : Meilleure performance personnelle de la saison (season's best)
- WL : Meilleure performance mondiale de l'année (world leader)
- WJR : Record du monde junior (world junior record)
- WR : Record du monde (world record)

Circonstances et Conditions
- DNF : N'a pas terminé (did not finish)
- DNS : N'a pas pris le départ (did not start)
- DQ : Disqualification (disqualification)
- NM : Aucun essai valable enregistré (No Mark)
- Q : Qualifié « directement » au prochain tour (ou à la prochaine compétition), lors d'une compétition majeure, grâce au classement ou à la réalisation des minima (automatic qualifier)
- q : Qualifié au prochain tour (ou à la prochaine compétition), lors d'une compétition majeure, grâce au repêchage ou à la réalisation de l'une des meilleures performances parmi celles des « non qualifiés directement » (grâce au meilleur temps ou à la meilleure distance par exemple) (secondary qualifier)